# Spaghetti aglio e olio
Spaghetti aglio e olio („špagety s česnekem a olivovým olejem“) je tradiční italský těstovinový pokrm původem z Neapole.
Česnek se dle receptu nechá zpěnit na olivovém oleji, někdy s přídavkem sušeného čili. Tento ochucený olivový olej se promíchá se špagetami. Může se přidat i krájená petržel nebo se špagety sypou strouhaným parmezánem či sýrem pecorino, ačkoliv podle tradičních receptů se sýr nepřidává.